# 王森浩
王森浩（1933年1月—2022年4月10日），男，浙江慈溪（今余姚市部分）人，中华人民共和国工程师、政治人物，曾任山西省人民政府省长，中国统配煤矿总公司总经理，中华人民共和国煤炭工业部部长。

## 生平
1955年11月，加入中国共产党。1956年8月参加工作，毕业于北京矿业学院采煤系矿区开采专业。1956年至1957年，在北京俄语学院留苏预备部学习。1957年至1964年，任大同矿务局永定庄矿实习生、技术员，同家梁矿、白洞矿技术员，局生产技术处技术员、工程师。1964年至1970年，任大同矿务局总调度室副主任，局长办公室副主任，四老沟矿总工程师。1970年至1978年，任潞安矿务局王庄矿总工程师、矿长。1978年至1982年，任潞安矿务局党委常委、副局长；1979年12月，兼石圪节矿党委书记、矿长。1982年至1983年，任煤炭工业部总工程师；1983年3月至1992年8月，任中共山西省委副书记、省长，1992年8月至1993年3月，任中国统配煤矿总公司总经理、党组书记。
1993年3月至1998年3月，任中华人民共和国煤炭工业部部长、党组书记。1998年3月，当选为第九届全国政协常务委员、全国政协社会和法制委员会主任。1985年9月中共全国代表会议增选中共第十二届中央委员，后连任十三届、十四届中央委员。
2022年4月10日8时40分在北京病逝，享年89岁。遗体告别仪式于4月14日在北京八宝山殡仪馆东礼堂举行。

## 著作
《矿井煤尘》、《现代化企业管理》、《山西能源经济》等。